# Handelsgericht Mainz
Das Handelsgericht Mainz war ein eigenständiges Handelsgericht mit Sitz in Mainz. Das Gericht war zunächst ein französisches, dann ein großherzoglich-hessisches Gericht.

## Geschichte
Das Handelsgericht Mainz wurde als Tribunal de commerce 1807 eingerichtet, als das Linke Rheinufer komplett zu Frankreich gehörte und dort französisches Recht, sowohl materielles Recht als auch Verfahrensrecht und Gerichtsverfassungsrecht, galt. Der Code de commerce (Handelsgesetzbuch) wurde 1807 als Teil der Cinq codes erlassen. Art. 615ff führten Handelsgerichte ein. Gemäß Art. 618 wurden dessen Richter durch die Kaufmannschaft gewählt. Es handelte sich nicht um Juristen, sondern um Kaufleute, die ehrenamtlich als Richter tätig waren.
Diese im Vergleich zum Rechtsrheinischen moderne Rechtslage hatte für erhebliche Teile der Bevölkerung und auch für den Staat große Vorteile, so dass sie bestehen blieb, auch nachdem Rheinhessen 1816 an das Großherzogtum Hessen fiel. Allerdings beschränkte sich die örtliche Zuständigkeit des Handelsgerichts Mainz jetzt auf die großherzoglich hessische Provinz Rheinhessen.
Über viele Jahrzehnte bestand das Gericht fort, unberührt von den zahlreichen Reformen in Justiz und Verwaltung des Großherzogtums im gleichen Zeitraum. Erst aufgrund der Reichsjustizreform von 1877, die am 1. Oktober 1879 in Kraft trat, wurde das selbständige Handelsgericht aufgelöst. Ersetzt wurde es durch zwei Kammern für Handelssachen am neu gebildeten Landgericht Mainz in Mainz und Worms.